# Haakon Haakonsson, o Jovem
Haakon Haakonsson, o Jovem (em norueguês:  Håkon Håkonsson Unge, nórdico antigo: Hákon Hákonarson hinn ungi) (10 de novembro de 1232 – 5 de maio de 1257) era o filho do rei Haakon Haakonsson da Noruega, e detinha o título de rei, subordinado a seu pai, a partir de 1 de abril de 1240 até a sua morte. Ele era conhecido como Haakon, o jovem para distingui-lo de seu pai, que foi, por vezes, correspondentemente chamado Haakon, o Velho.

## Biografia
Haakon nasceu em Bergen em 10 de novembro de 1232, como o segundo filho do rei Haakon Haakonsson da Noruega e sua rainha, Margrét Skuladóttir. Seu irmão mais velho morreu na infância. Em 1239, o pai da rainha Margrét, Duque Skule Bårdsson, se rebelou contra seu genro, o rei Haakon, e tinha-se saudado como rei. Esta revolta marcou o fim da era da guerra civil na Noruega. Parte da resposta do rei Haakon à ação de Skule era ter aos sete anos de idade, o jovem Haakon saudado como rei e co-regente. Isso aconteceu na ting de Eyrating  em Nidaros (hoje Trondheim) em 1 de abril de 1240. A cerimônia foi repetida na ting em Bergen, em 12 de abril. Desta forma, o rei Haakon, o Velho, tinha fornecido aos seus apoiantes um sucessor, devendo ele mesmo cair na batalha contra Skule. Haakon começou a subjugar a rebelião de Skule, e o próprio Skule foi morto pelos homens de Haakon, em 24 de maio do mesmo ano.
A nomeação de Haakon, o Jovem como rei herdeiro aparente do rei Haakon, o Velho marcou um novo desenvolvimento na hereditariedade da monarquia norueguesa. Rei Haakon tinha um filho ilegítimo mais velho,  Sigurd, que foi ignorado em favor de Haakon, o Jovem. Isto marcou uma ruptura com as tradições mais antigas, quando a questão da legitimidade de nascimento não era de conseqüência para herdar o reino.
Embora ele detivesse o título de "rei", ficou claro que a posição do Jovem Haakon era subordinado ao de seu pai. Este fato foi sublinhado na coroação de Haakon, o Velho, em 1247, quando Haakon, o Jovem carregava a coroa na procissão. Ele próprio não foi coroado.
Em 1251, casou-se com a nobre sueca Rikitsa Birgersdotter em Oslo. Rikitsa era a filha do governante sueco de facto, Conde Birger Magnusson, e irmã menor do futuro rei sueco Valdemar Birgersson. Isso foi o resultado da atividade diplomática do rei Haakon para forjar uma aliança entre a Noruega e Suécia, dirigida principalmente contra a Dinamarca. O casal teve um filho, que foi chamado de Sverre.
Haakon, o Jovem, participou de operações militares de seu pai contra a Dinamarca em 1256 e 1257, quando os reis noruegueses devastaram a província dinamarquesa de Halland. Na primavera de 1257, ele adoeceu em Konghelle quando se preparava para viajar para Oslo. Ele interrompeu sua viagem em Tønsberg, e fez de alojamento um mosteiro lá. A saga registra que ele foi atendido por um médico espanhol, que estava com uma delegação diplomática da Espanha para a Noruega na época. No entanto, a doença piorou e ele morreu em Tønsberg em 5 de maio de 1257. Seu corpo foi levado para Oslo, onde ele foi enterrado na Catedral de Santo Halvard.
Após sua morte, sua esposa Rikitsa voltou para seu pai na Suécia. O seu jovem filho Sverre permaneceu na Noruega com seu avô. Ele não parece ter sido considerado um herdeiro para o trono, pois o irmão mais novo de Haakon, Magnus, foi saudado como rei já em 1257. Sverre morreu jovem, em 1261.